# Lanzhousaurus
Lanzhousaurus („ještěr z Lan-čou“) byl rod velkého ornitopodního dinosaura, který žil před asi 130 miliony let (geologický věk barrem, období rané křídy) na území současné provincie Kan-su v severní Číně.

## Historie
Holotyp tohoto dinosaura byl objeven v sedimentech geologické skupiny Che-khou (angl. Hekou) a formálně byl popsán roku 2005 trojicí čínských paleontologů. Dochovaly se části lebky a postkraniální kostry, včetně obratlů, žeber a pánevního pletence. Druhové jméno magnidens (velkozubý) odkazuje k extrémně mohutné dentici tohoto ptakopánvého dinosaura (o výšce kolem 14 cm). Výzkum dentice, publikovaný roku 2017 prokázal, že zubní sklovina se těmto býložravcům velmi rychle obnovovala.

## Popis a zařazení
Fragment spodní čelisti tohoto ornitopoda je dlouhý přes 1 metr, což svědčí o jeho ohromných rozměrech. Jednalo se tedy nepochybně o velkého a mohutného hadrosauromorfa či alespoň zástupce kladu Styracosterna s délkou přes 10 metrů a odhadovanou hmotností kolem 6000 kilogramů. Mohlo se jednat o vývojově primitivního zástupce kladu Iguanodontia.